# Vuelo 605 de Eastern Airlines
El vuelo 605 de Eastern Airlines fue un vuelo doméstico estadounidense desde Newark a Miami el 30 de mayo de 1947. El vuelo se estrelló cerca de Bainbridge, Maryland, causando la muerte de los 53 pasajeros y tripulantes a bordo en lo que entonces fue el peor desastre aéreo en la historia de la aviación comercial norteamericana.

## Avión
El avión DC-4, número de serie 18380, fue construido en 1944 y se entregó oficialmente como un C-54B Skymaster a la Fuerza Aérea de los Estados Unidos en octubre de 1944. El mismo día fue transferido con la designación R5D-2 a los Estados Unidos. Armada de los Estados. Fue arrendado a Eastern Airlines el 29 de noviembre de 1945 como la flota número 708.

## Accidente
El vuelo 605 partió del aeropuerto internacional de Newark a las 17:04 para un vuelo doméstico programado a Miami. Subió a su altitud de crucero asignada de 4,000 pies (1,200 m). Mientras volaba sobre Filadelfia, el piloto informó que "todo está bien". A las 17:41, la gente en el suelo vio al vuelo 605 entrar en una inmersión en picado y estrellarse 2 millas (3 km) al este de Bainbridge. Los cuatro tripulantes y 49 pasajeros murieron en el accidente. En ese momento, el vuelo 605 fue el accidente más mortal en la historia de la Aviación de los Estados Unidos.

## Investigación
La investigación de la Junta de Aviación Civil sobre el accidente determinó que la causa probable de este accidente fue una pérdida repentina de control, por razones desconocidas, que resultó en una inmersión en el suelo. 
En su libro Fate Is the Hunter, Ernest K. Gann sugiere que el accidente fue causado por la falta de soporte de los ascensores debido a la falta de un perno de bisagra, ya que Gann evitó por poco un destino similar el mismo día.